# Thụ tinh kép

Các bộ phận của hoa

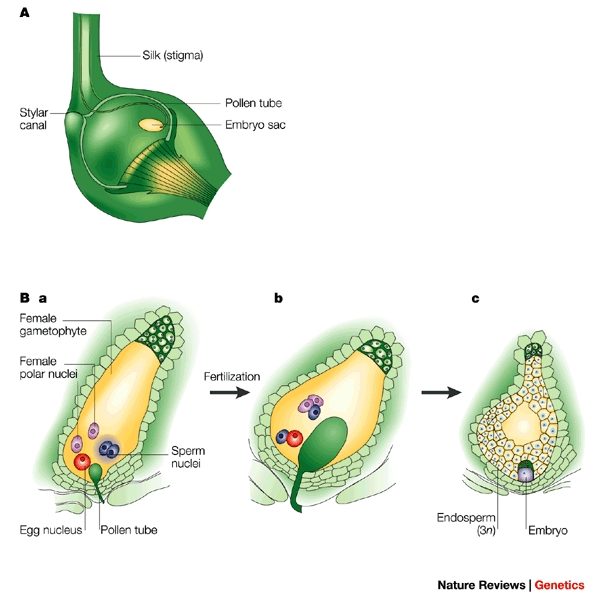
Thụ tinh kép

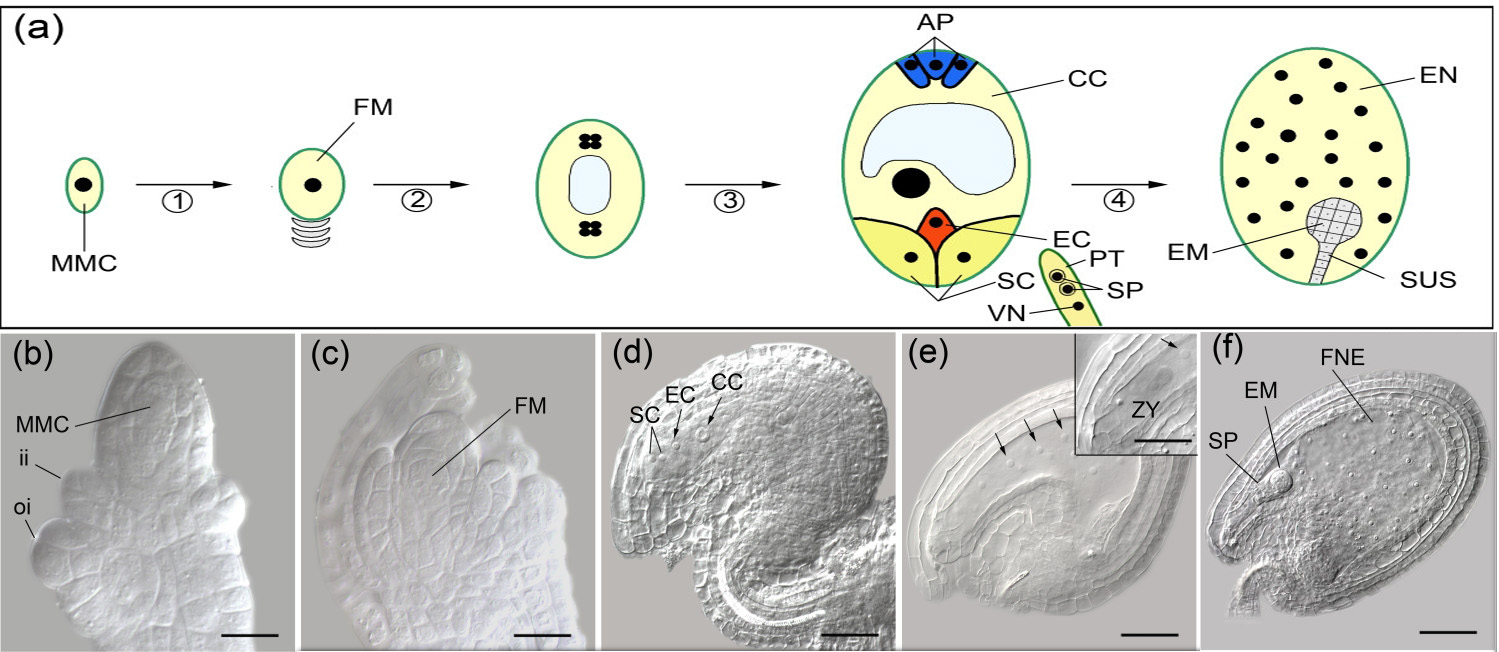
Thụ tinh kép trong Arabidopsis

Thụ tinh kép là một cơ chế thụ tinh phức hợp của thực vật có hoa. Quá trình này bao hàm sự tham gia của một thể giao tử cái (thể đại giao tử, còn được gọi là bao noãn) với hai giao tử đực (tinh trùng). Nó bắt đầu khi một hạt phấn dính vào đầu nhụy của lá noãn, cấu trúc sinh sản cái của một bông hoa. Hạt phấn sau đó hút ẩm và bắt đầu nảy mầm, hình thành một ống phấn kéo dài xuống về phía bầu nhụy thông qua vòi nhụy. Đầu của ống phấn sau đó đi vào trong bầu nhụy và đâm xuyên qua lỗ noãn mở ra trong bầu nhụy. Ống phấn bắt đầu giải phóng hai tinh trùng trong thể đại giao tử.
Số noãn là 8 và sắp xếp theo dạng 3+2+3 (từ trên xuống dưới) ví dụ 2 tế bào kèm và 1 tế bào trứng, 2 tế bào trung tâm cực, 3 tế bào đối cực. Một tinh trùng thụ tinh tế bào trứng và các tinh trùng khác kết hợp với hai nhân cực của tế bào trung tâm của thể đại bào tử. Tinh trùng đơn bội và trứng đơn bội kết hợp lại để tạo nên một hợp tử lưỡng bội, một quá trình gọi là hợp giao, trong khi đó các tinh trùng khác và hai nhân cực đơn bội của tế bào trung tâm lớn của thể đại bào tử hình thành một nhân tam bội. Một số thực vật có thể hình thành nhân đa bội. Tế bào lớn của thể giao tử sau đó sẽ phát triển thành nội nhũ, một loại mô giàu dinh dưỡng cung cấp sự nuôi dưỡng cho phôi đang phát triển. Bầu nhụy, bao bọc xung quanh noãn, phát triển thành quả, thứ bảo vệ hạt và có thể có chức năng phân tán hạt.